# Itu Challenger 1992
L'Itu Challenger 1992 è stato un torneo di tennis facente parte della categoria ATP Challenger Series nell'ambito dell'ATP Challenger Series 1992. Il torneo si è giocato a Itu in Brasile dall'11 al 17 maggio 1992 su campi in cemento.

## Vincitori

### Singolare
Robbie Weiss ha battuto in finale  Roger Smith con il punteggio di 3–6, 6–3, 6–4

### Doppio
Grant Stafford /  Kevin Ullyett hanno battuto in finale  Bertrand Madsen /  Todd Nelson con il punteggio di 6–1, 6–3